# M24 Chaffee
M24 Chaffee je američki lagani tenk koji se proizvodio između 1944. i kolovoza 1945. godine

### Nastanak i korištenje
Kada je u travnju 1943. godine postala očita neupotrebljivost američkog lakog tenka M3/M5 Stuart SAD nije kao i sve ostale države odustao od gradnje novih lakih tenkova nego je započeo novi vojni projekt imena T24. Razvoj je povjeren Chrysler-ovoj podružnici motornih vozila korporacije General Motors.
Ovaj tenk je s oduševljenjem dočekan u izvidničkim postrojbama koje su do tada bile opremljene tenkovima M3/M5 Stuart. Borba lakih tenkova protiv neprijateljskih tenkova je bila odbačena kao doktrina još 1943 pa je taj zadatak bio više rezultat slučaja nego namjere u kojima je brzina, niski profil te brža rotacija kupole novog tenka često bila presudna.
Pošto je izbijanje rata u Koreji vojno iznenadilo SAD tamošnji vojni vrh se odlučio na korištenje tijekom prve fazi rata tenka M24 čiji veći broj se tada nalazio u Japanu. Tijekom tog sukoba M24 se neuspješno susreće sa sovjetskim T-34/85. Razlog za to možemo naći u činjenici da su se ovi tenkovi zadatak za koji uopće nije bio napravljen. Preslabi top nije bio u stanju probiti prednji oklop na T-34/85 kao što to ranije nije mogao napraviti protiv njemačkih Panzer V i Panzer VI Dolaskom jačih tenkova M24 je vraćen na prvobitne misije izviđanja.
Vjerojatno najpoznatije bojište za M24 je bila Indokina tj. Vijetnam gdje se pokazao kao savršen tenk za močvarno tlo i polja riže, a nedostatak protuoklopnog oružja kod Viet Minh-a nije dovodilo u pitanje tanki oklop. U prosincu 1953 deset rastavljenih M24 dopremljeno je zrakoplovima u Dien Bien Phu gdje su korišteni kao samohodno topništvo ispalivši više od 15000 granata.

### Oprema
Za naoružanje tenka izabran je beztrzajni top 75mm T13E1 koji je korišten na bombarderima B-25 i omogućavao istu vatrenu moć kao i kod tenka M4 Sherman.
Na bojištu novi tenk je pokazao odličnu prohodnost po snijegu i blatu za razliku od Stuarta i Shermana, lako održavanje kao i svi ostali američki tenkovi, a niski profil u kombinaciji s velikom brzinom činili su tenk teškom metom. Osnovni problem preslabog oklopa kod lakih tenkova je ostao i kod M24, pogotovo oklopa na trbuhu koji se pokazao nedovoljnom jakim da zaštiti posadu od djelovanja protuoklopnih mina. Zbog te slabosti on nije mogao biti korišten niti u borbi protiv pješaštva tijekom drugog svjetskog rata pošto tada svako i najmanje protutenkovsko oružje ima mogućnost proboja njegovog prelaganog oklopa. Dodatni problem je bila mala količina streljiva koja je stala u vozilo pa se često događalo da se streljivo moralo obnavljati po dva tri puta u jednom danu. Još jedan problem je predstavljala loše postavljena strojnica od 12,7 mm koja iako namjenja borbi protiv zrakoplova najčešću primjenu imala protiv pješaštva.
Sveukupno je proizvedeno tijekom prve i zadnje godine proizvodnje M24 nešto manje od 5000 njegovih primjeraka.

### Prenamjene
Kao i mnogi drugi tenkovski dizajni tako i ovaj doživljava promjene s ciljem njegovog produženja života. Prvi pokušaj je bila proizvodnja oklopnog vozila imena M19 koji nastaje montiranjem novog oružja koje bi moglo bez problema otvarat vatru u suprotnom smjeru od onoga u kojem se vozilo kreće. Druge dvije prenamjene su bile klasične u kojima se tenku skida kupola kako bi se na njega postavio jači top. Na prvu takvu prenamjenu postavljen je top kalibra od 105 mm, dok je na drugoj on još pojačan na 155mm. 
Uzimajući u obzir sve te tri prenamjene proizvedeno je oko 650 takvih vojnih vozila.

### Nakon rata i drugi korisnici
Njegova kratkotrajna američka upotreba tijekom borbi u Koreja 1950. godine rezultira zabranom korištenja M24 u borbi protiv drugih tenkova tako da on do kraja svog životnog vijeka nije više imao slične susrete u američkoj vojsci. Zadnji rat u kojemu su korišteni ovi tenkovi je ona između Indije i Pakistana 1971. godine kada je izvršen pokolj ovih tenkova.
Bez obzira na sve dobro znane nedostatke M24 ostaje u vojnim snagama raznih država do 1993. godine kada Norveška posljednje primjerke povlači iz upotrebe.
Državne korisnici ovog tenka su bile:
SAD, Velika Britanija, Francuska, Norveška, Belgija, Grčka, Italija, Austrija, Portugal, Španjolska, Turska, Japan, Tajvan, Laos, Kambodža, Južna Koreja, Južni Vijetnam, Tajland, Iran, Irak, Saudijska Arabija, Etiopija, Urugvaj, Čile.